# Lennart Bengtsson

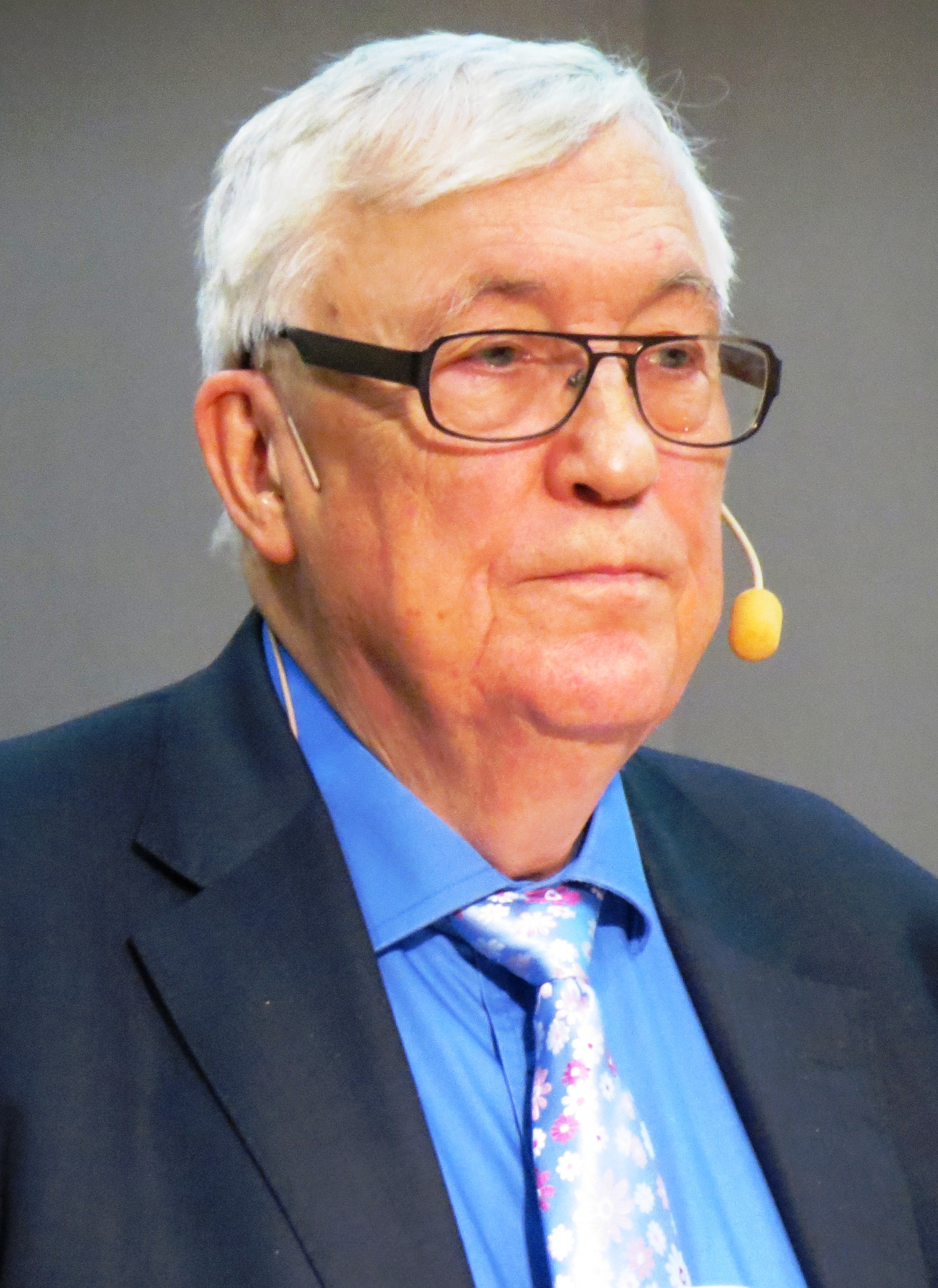
Lennart Bengtsson (2013)

Lennart Bengtsson (* 5. Juli 1935 in Trollhättan) ist ein schwedischer Klimatologe, Meteorologe, emeritierter Hochschullehrer und unter anderem ehemaliger Direktor am Max-Planck-Institut für Meteorologie (MPI-M) in Hamburg.

## Leben
Bengtsson studierte Meteorologie an der Universität Uppsala, graduierte dort 1957 zum Bachelor of Science und 1959 zum Master of Science. Während seiner Tätigkeit als Wissenschaftlicher Mitarbeiter an der Hochschule von 1961 bis 1965 promovierte er 1964 zum Doctor of Philosophy (phil. lic.).
Von 1965 bis 1974 war Bengtsson Abteilungsleiter am Sveriges meteorologiska och hydrologiska institut (SMHI), danach bis 1975 interimsmäßig Mitglied der Planungsgruppe zur Gründung des Europäischen Zentrums für mittelfristige Wettervorhersage (EZMW), an dem er von 1976 bis 1981 stellvertretender Direktor und Forschungsleiter und im Anschluss Direktor bis 1990 war. Ab 1979 war er auch als Associate Professor (Dozent) der Universität Stockholm tätig, 1990 erhielt er den Ehrendoktortitel der Universität Stockholm.
1991 wurde er in Hamburg Direktor am Max-Planck-Institut für Meteorologie und zugleich "Wissenschaftliches Mitglied" der Max-Planck-Gesellschaft. Im Jahr 2000 wurde er emeritiert. 2001 folgte die Berufung als Professor an die britische University of Reading. Seit 2009 ist er Direktor des International Space Science Institutes (ISSI) und seit 2009 Gastdozent der Universität Uppsala.
Bengtsson wurde international mehrfach ausgezeichnet. Er hält Vorträge an etablierten Forschungszentren und Hochschulen in Europa, in den Vereinigten Staaten, in Kanada, China und Japan und arbeitet international mit zahlreichen Wissenschaftlern zusammen. Er ist verheiratet und hat drei Kinder.

## Bedeutende Mitgliedschaften
Bengtsson ist seit 1989 Mitglied der Academia Europaea, seit 1991 Ehrenmitglied der Svenska Meteorologiska Sällskapet (SMS), seit 1993 Mitglied der Königlich Schwedischen Akademie der Wissenschaften, seit 1995 Mitglied der Nordrhein-Westfälischen Akademie der Wissenschaften und der Künste und seit 1998 Mitglied der Finnischen Akademie der Wissenschaften. Bei der American Meteorological Society (AMS) war er ab 1999 Fellow und wurde 2007 zum Ehrenmitglied gewählt.
Mitgliedschaften bestehen auch in der Gesellschaft Deutscher Naturforscher und Ärzte (GDNÄ), in der New York Academy of Sciences (NYAS) und eine Fellow-Mitgliedschaft in der Royal Meteorological Society.
Anfang Mai 2014 trat er dem Akademischen Beirat der „klimaskeptischen“ Global Warming Policy Foundation (GWPF) bei, die gegen den Uno-Klimarat Intergovernmental Panel on Climate Change (IPCC) Position bezieht. Eine Woche später zog er diese Entscheidung zurück und führte als Grund für seinen Austritt Gruppenzwang der internationalen Klima-Szene sowie die dadurch ausgelöste Angst um seine Gesundheit und Sicherheit an.

## Auszeichnungen
- 1986: Julius-von-Hann-Goldmedaille der Österreichischen Gesellschaft für Meteorologie
- 1990: Körber-Preis für die Europäische Wissenschaft (zusammen mit Bert Bolin und Klaus Ferdinand Hasselmann)
- 1996: Milutin Milankovic Medal der European Geophysical Society (EGU)
- 1998: Umweltpreis der Bundesstiftung Umwelt als Mitglied der Arbeitsgruppe Klimaforschung des MPI-M
- 2005: Descartes-Preis als Mitglied der CECA-Arbeitsgruppe („Climate and Environmental Change in the Arctic“; zusammen mit Leonid Bobylew und Ola M. Johannessen)
- 2006: Preis der World Meteorological Organization (WMO)
- 2007: Rossby-Preis der Swedish Geophysical Society (SGS)
- 2009: Alfred Wegener Medal